# Ядаваран

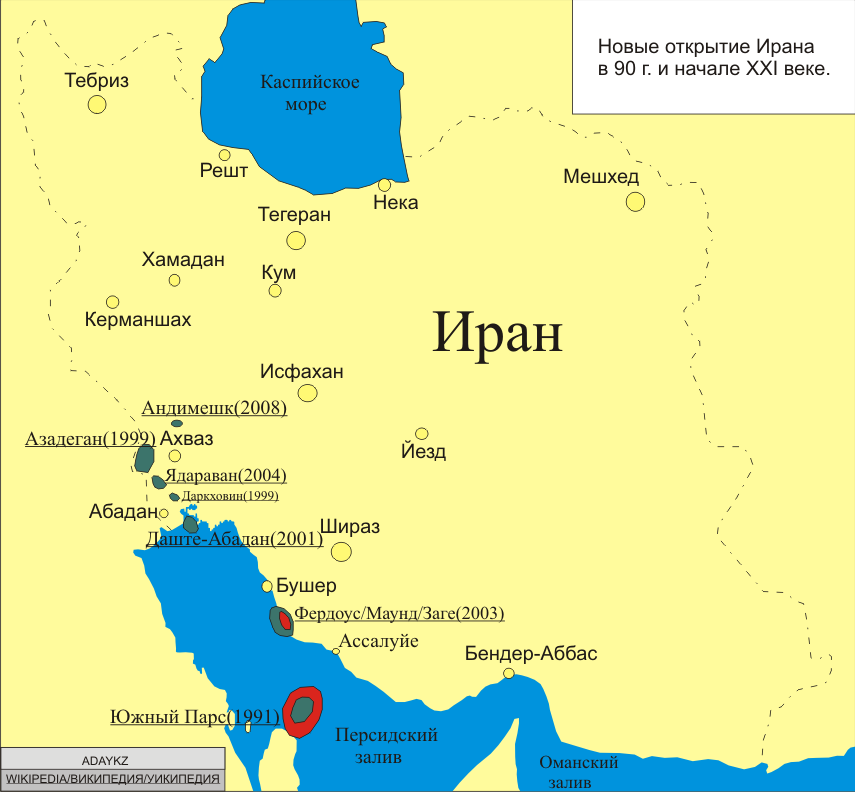

Ядараван (eng. Yadaravan) — нефтяное месторождение в Иране, находящееся на юго-западе г. Ахваз. Открыто в 2003 году.
Под названием Ядаваран были 2004 году объединены месторождения Кушк (Koushk) и Хуссейние (Hosseiniyeh), после того как стало известно, что различные горизонты этих месторождений соединяются между собой.
Среднегодовая добыча, как полагают иранские специалисты, составит 300—400 тыс. барр./сут (15-20 млн т в год).
Освоение месторождение Ядараван будет Китайская государственная нефтяная компания China Petroleum & Chemical Corp (Sinopec) (51 %), 29 % — индийской государственной компании Oil & Natural Gas Corp., а остальную часть акций оставить в распоряжении National Iranian Oil. Кроме того, согласно заявлению, Sinopec согласилась предоставить оборудование для разработки месторождения.
Геологические запасы месторождение Ядараван/Кушк/Хуссейние составляет 30 млрд б. или 4,7 млрд т нефти. Из них сам Ядараван — 18 млрд б или 3 млрд т, а Кушк — 9 млрд б или 1,4 млрд т, и Хуссейние — 1,5 млрд б или 300 млн т.